# پورت آرتر (تگزاس)
پورت آرتر، تگزاس(به انگلیسی: Port Arthur, Texas) شهری در ایالت تگزاس از ایالات جنوبی ایالات متحده آمریکا است. در سرشماری سال ۲۰۰۰، جمعیت این شهر ۵۷۷۵۵ نفر اعلام شد.